# Gorges de la Fou (Porta)
Les Gorges de la Fou (tautologia) o millor la Fou és un congost del Riu de Querol a cavall dels termes comunals de Porta i de Portè, tots dos de la comarca de l'Alta Cerdanya, a la Catalunya del Nord.
Estan situades al nord-est del terme de Porta, i a l'extrem meridional del de Portè, en un lloc on el primer dels dos termes ocupa la riba esquerra del Riu de Querol i el segon, la dreta.